# Carex seticulmis
Carex seticulmis är en halvgräsart som beskrevs av Johann Otto Boeckeler. Carex seticulmis ingår i släktet starrar, och familjen halvgräs. Inga underarter finns listade i Catalogue of Life.